# Stjørdalsfjorden
Stjørdalsfjorden er en arm af Trondheimsfjorden som går  ca. 8 km mod øst fra Midtsandan ind mod Stjørdalen. Inderst i fjorden munder Stjørdalselven og Gråelven ud. 
Mellem elven ligger byen Stjørdalshalsen, som er dalens trafikale og økonomiske centrum, og her ligger også ligger også Trondheim Lufthavn, Værnes. Fjordstykket ud for Stjørdalsfjorden kaldes Strindfjorden. Havne ved Stjørdalsfjorden er Stjørdal og Muruvik havn. Ved Stjørdal havn er der  også en lystbådehavn med gæstekaj.